# Giftpilen
Giftpilen er en film instrueret af August Blom.